# هارون وارد (لاعب هوكي جليد)
هارون وارد هو لاعب هوكي جليد كندي، ولد في 17 يناير 1973 في وندسور في كندا.

## وصلات خارجية
- هارون وارد على موقع دوري الهوكي الوطني (الإنجليزية)
- هارون وارد على موقع EliteProspects.com (الإنجليزية)
- هارون وارد على موقع Eurohockey.com (الإنجليزية)
- هارون وارد على موقع HockeyDB.com (الإنجليزية)
- هارون وارد على موقع Hockey-Reference.com (الإنجليزية)